# Jenrry Mejía
Jenrry Manuel Mejía (nacido el 11 de octubre de 1989 en Tábara Arriba) es un lanzador dominicano que juega en la Liga Mexicana de Béisbol para los Algodoneros de Unión Laguna. Mejía jugó en las Grandes Ligas de Béisbol para los Mets de Nueva York.

## Primeros años
Al crecer, Mejía vivía con sus padres y su hermano menor en el barrio de Herrera, cerca del antiguo aeropuerto de Santo Domingo con el mismo nombre.  A partir de la edad de 11 años, se ganaba la vida limpiando zapatos, ganando alrededor de 300 pesos por día. No jugó béisbol hasta los 15 años de edad, sólo se interesaba en el deporte, pero una vez que se dio cuenta de que los jugadores eran capaces de ganar un bono por firmar de gran cantidad. Generó algo de interés de los Medias Rojas de Boston y Yankees de Nueva York, pero no se veía en ese momento como un talento superior, porque era pequeño de tamaño y de complexión delgada. Finalmente firmó con los Mets por $16,500 dólares.

## Carrera
En 2007, Mejía jugó para los Dominican Summer Mets. Registró un récord de 2-3 con una efectividad de 2.47 en 14 partidos (7 como abridor). El año siguiente, Mejía lanzó para los Gulf Coast League Mets y los Brooklyn Cyclones. Sus estadísticas combinadas alcanzaron un récord de 5-2, con efectividad de 2.89 en 14 aperturas.
Mejía comenzó la temporada del 2009 lanzando en nivel A para St. Lucie Mets. Tuvo efectividad de 4-1 con una efectividad de 1.97. Entonces, él y Bradley Holt fueron promovidos al nivel Doble-A con Binghamton Mets. Allí registró un récord de 0-4 con una efectividad de 4.38 en seis aperturas a partir del 18 de agosto. También se perdió siete semanas con un dedo tenso en su mano de lanzar.
Debido a su éxito en la temporada 2009, fue nombrado el 48 mejor prospecto en las mayores de la lista Midseason Top 50 Prospec de MLB.com. Después de la temporada 2009, los Mets lo asignaron a Surprise Rafters de la Arizona Fall League. En febrero de 2010, Mejía fue clasificado como el 56  mejor prospecto en todo el béisbol por la revista Baseball America.
Mejía hizo el roster de los Mets de 2010 del Día Inaugural, como un lanzador de relevo, convirtiéndose en el miembro más joven de los Mets en hacer un roster del Día Inaugural desde Dwight Gooden. Hizo su debut en Grandes Ligas el 7 de abril de 2010.

El 29 de junio de 2010, Mejía fue enviado de regreso a Doble-A para convertirse en un abridor y Bobby Parnell ocupó su lugar en el bullpen de los Mets. 

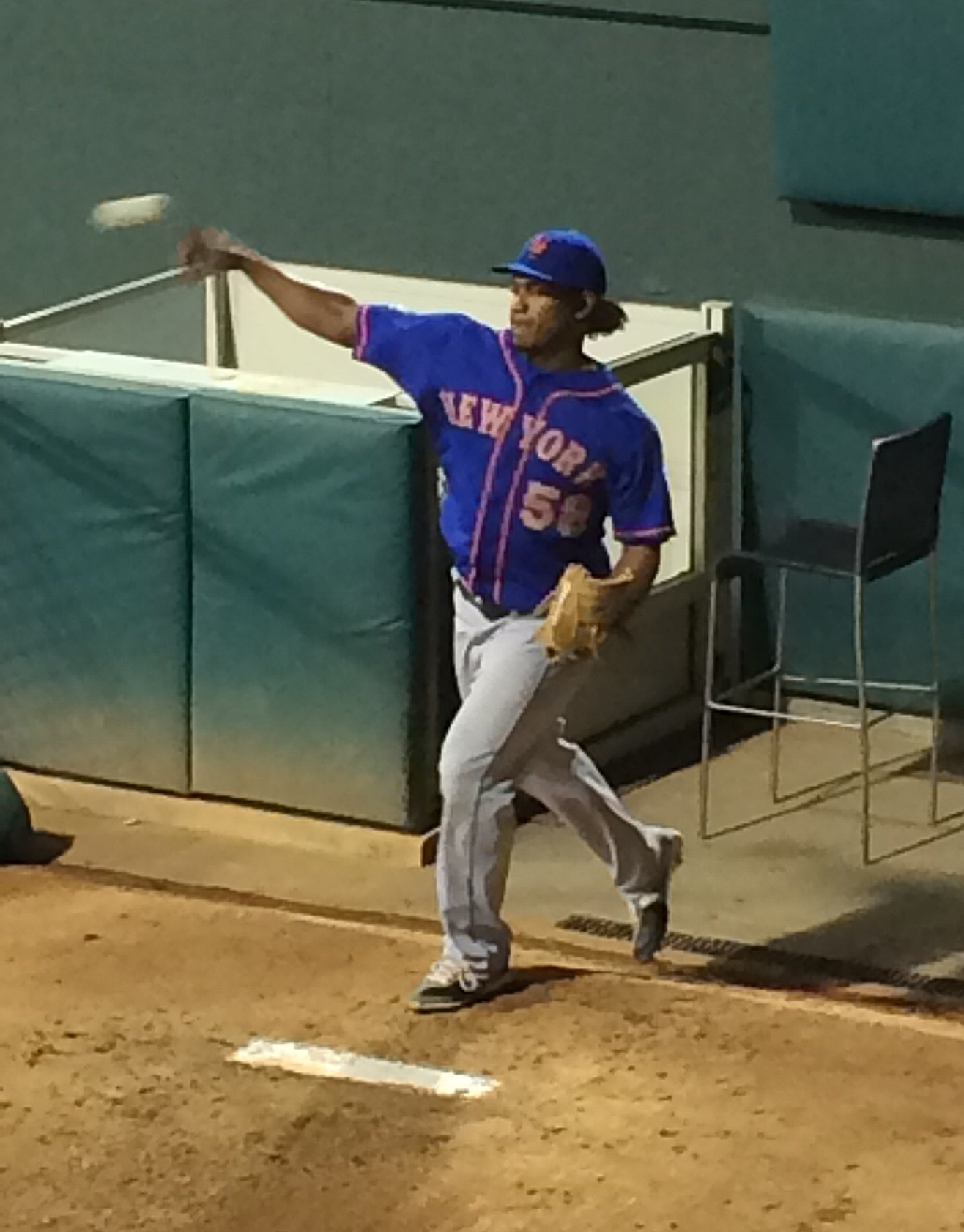
Mejía calentando en el bullpen

El 4 de septiembre de 2010, Mejía hizo su primera apertura de Grandes Ligas con los Mets en el Wrigley Field contra los Cachorros de Chicago. Mike Nickeas, quien hizo de receptor de Mejía, también hizo su debut en las Grandes Ligas en el mismo día.
Después de desempeñarse como abridor para la filial de los Mets en AAA Buffalo Bisons el 29 de abril de 2011, Mejía salió del partido después de cuatro entradas debido a molestias en el codo. Se le diagnosticó un par de días más tarde, con una rotura completa de su ligamento colateral medial y requeriría cirugía. Mejía esperaría obtener una segunda opinión antes de decidir hacerse la cirugía.
El 12 de febrero de 2016, Mejía fue expulsado de manera permanente de la MLB, tras arrojar un resultado positivo por tercera vez en una prueba antidopaje.
El seis (06) de julio de 2018, la oficina del comisionado de grandes ligas anunció la revocación de la medida que suspende a Mejía de manera permanente por lo cual el lanzador tendrá la oportunidad de reintegrarse a un roster de grandes ligas a partir de la primavera del año 2019. 